# Les Hortènsies (Alella)
Can Boter, també conegut com Les Hortènsies, és una obra del municipi d'Alella protegida com a bé cultural d'interès local.

## Descripció
Edifici civil. Format fonamentalment per dues parts diferents: una primera més antiga, en forma de masia de planta baixa i pis, coberta amb una teulada de dues vessants i el carener perpendicular a la façana; en ella destaca la seva porta adovellada situada lateralment. Una segona part, ve formada per les construccions corresponents a una ampliació realitzada l'any 1902 amb clares influències del llenguatge modernista: diversos cossos de planta quadrada, amb un pis baix i un superior, són rematats amb merlets arrodonits, i realitzats amb rajola verda, i un altre coronat per una teulada de quatre vessants molt inclinades, també de rajola verda, així com els arrambadors que envolten tota la construcció. L'interior presenta algunes de les característiques típiques del modernisme. L'edifici ha estat pintat i arrebossat novament, i s'han deixat les dovelles, llindes i llindars de pedra a la vista.

## Història
La construcció modernista fou realitzada l'any 1902, com queda reflectit a la portalada de ferro de l'entrada al recinte. En aquesta casa va néixer Francesc Ferrer i Guàrdia. En l'actualitat s'han tirat els murs que separaven les dues construccions i s'ha unificat interiorment per motius funcionals, degut a la seva utilització com a residència de discapacitats mentals.